# Gryf (herb szlachecki)
Gryf – polski herb szlachecki, noszący zawołania Po trzy na gałąź, Świeboda, Swoboda. Wzmiankowany w najstarszym zachowanym do dziś polskim herbarzu, Insignia seu clenodia Regis et Regni Poloniae, spisanym przez historyka Jana Długosza w latach 1464–1480. Gryf jest jednym z 47 herbów adoptowanych przez bojarów litewskich na mocy unii horodelskiej z 1413 roku.
Herb występował głównie wśród rodzin osiadłych w ziemi krakowskiej, ruskiej, sandomierskiej, na Mazowszu i w Wielkopolsce. Najbardziej znane rody, pieczętujące się herbem Gryf to między innymi Mieleccy i Braniccy.
Gryfa używał też Stanisław Konarski.

## Opis herbu

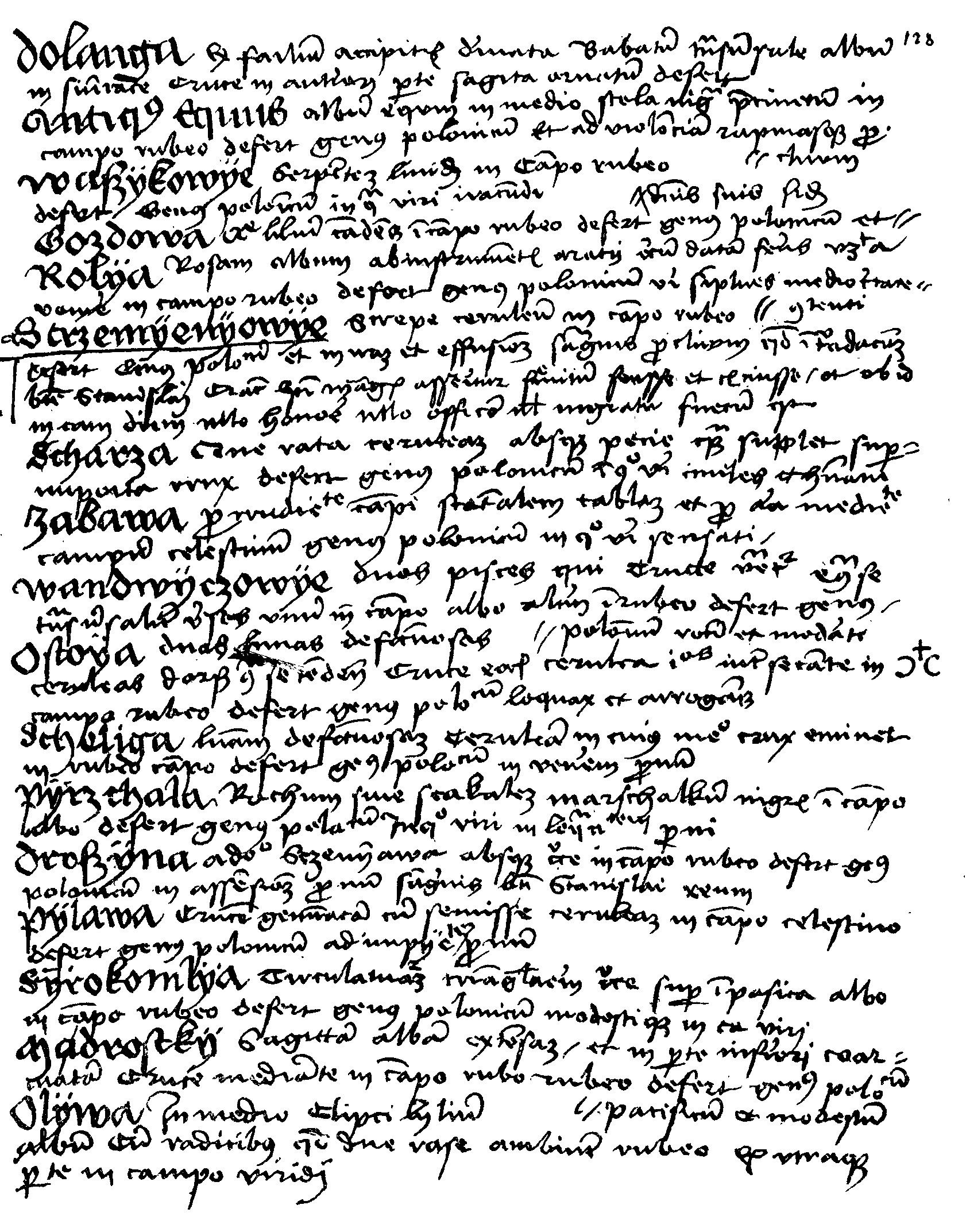
Jedna ze stron manuskryptów Jana Długosza, zawierająca opisy polskich herbów

### Opis historyczny
Jan Długosz (1415–1480) blazonuje herb i opisuje herbownych następująco:

Griffes albus in campo rubeo. Ex Dacia ortum ducens, cuius familie proceres ex fundacione et dotacione monasteriorum noscuntur claruisse.

Po przetłumaczeniu:

Gryfy białe w polu czerwonym. Pochodzili z Dacji, ta rodzina szlachecka wyróżniała się fundacjami i uposażeniem klasztorów.

Kasper Niesiecki, podając się na dzieła historyczne Marcina Bielskiego, Bartosza Paprockiego, Szymona Okolskiego, Wacława Potockiego i Wojciecha Kojałowicza, opisuje herb:

W polu czerwonem Gryf biały, którego połowa przednia od głowy, orła z nosem zakrzywionym, z językiem wywieszonym, ze dwiema szponami w górę wspiętymi, także z dwiema skrzydłami do lotu wyniesionymi, reprezentuje: druga połowa lwa z dwiema łapami na których stoi, z ogonem z pod łap w górę zadartym pokazuje: nogi jednak u niego przednie i nos żółty, twarz w lewą tarczy skierowana. Nad koroną pół także orła z trąbą, ale bez szpon.

### Opis współczesny
Opis skonstruowany współcześnie brzmi następująco:
Na tarczy w polu czerwonym gryf srebrny, wspięty z orężem złotym.
W klejnocie pół godła, bez łap przednich, z trąbą złotą z prawej strony herbu.
Labry herbowe czerwone, podbite srebrem.

## Geneza

### Najwcześniejsze wzmianki
- Wizerunki pieczętne z I połowy XIII wieku[potrzebny przypis].
- W 1359 w lasach Płoniny na Wołoszczyźnie, w klęsce poniesionej przeciwko armii mołdawskiej, chorągiew Gryfitów miała wpaść w ręce nieprzyjacielskie[12].
- Epitafium Wierzbięty z Branic – 1425[potrzebny przypis].

W wyniku unii horodelskiej w 1413 przeniesiony na Litwę (herb przyjął Butowt Montygajłowicz).
Najwcześniejsze lokalne źródło heraldyczne wymieniające ten herb to wspomniane już wcześniej Insignia seu clenodia Regis et Regni Poloniae, datowane na lata 1464–1480. Autorem tego dzieła jest polski historyk, Jan Długosz.

### Etymologia
Nazwa Gryf (łac. gryphus) pochodzi od apelatywu – gryf (fantastyczny stwór, lew z głową i skrzydłami orła). Znak gryfa stanowił częsty element wizualny w europejskiej heraldyce. Jako nazwa przedmiotu wyobrażonego na tarczy występuje w opisie tego herbu z 1412 roku, w dziele Piekosińskiego z 1907 roku: in clipeo suo deferunt griff. Nazwa herbu najprawdopodobniej wzięła się od godła w postaci gryfa, umieszczonanego niegdyś na tarczach bitewnych.

## Herbowni

### Lista Tadeusza Gajla
Lista herbownych w artykule sporządzona została na podstawie wiarygodnych źródeł, zwłaszcza klasycznych i współczesnych herbarzy. Należy jednak zwrócić uwagę na częste zjawisko przypisywania rodom szlacheckim niewłaściwych herbów, szczególnie nasilone w czasie legitymacji szlachectwa przed zaborczymi heroldiami, co zostało następnie utrwalone w wydawanych kolejno herbarzach. Identyczność nazwiska nie musi oznaczać przynależności do danego rodu herbowego. Przynależność taką mogą bezspornie ustalić wyłącznie badania genealogiczne.
Pełna lista herbownych nie jest dziś możliwa do odtworzenia, także ze względu na zniszczenie i zaginięcie wielu akt i dokumentów w czasie II wojny światowej (m.in. w czasie powstania warszawskiego w 1944 spłonęło ponad 90% zasobu Archiwum Głównego w Warszawie, gdzie przechowywana była większość dokumentów staropolskich). Lista nazwisk znajdująca się w artykule pochodzi z Herbarza polskiego, Tadeusza Gajla (480 nazwisk). Występowanie na liście nazwiska nie musi oznaczać, że konkretna rodzina pieczętowała się herbem Gryf. Często te same nazwiska są własnością wielu rodzin reprezentujących wszystkie stany dawnej Rzeczypospolitej, tj. chłopów, mieszczan, szlachtę. Jest to jednakże dotychczas najpełniejsza lista herbownych, uzupełniana ciągle przez autora przy kolejnych wydaniach Herbarza. Tadeusz Gajl wymienia następujące nazwiska uprawnionych do używania herbu Gryf:
|  | Aksamitowski, Aksentowicz, Androniewski, Andronowski, Andrzejkiewicz, Andrzejkowicz, Ankowski, Axamitowski, Axentowicz, Babowski, Bakowski, Banowski, Bańkowski, Batowicz, Batowt, Bawołowski, Bąkowski, Bąkowski-Jaksa, Behme, Belicki, Beliski, Bełhacki, Bełzki, Będa, Bielicki, Bielski, Bieniaszewski, Bieniażewski, Bilański, Birowo, Bitner, Bitowt, Bitowtowicz, Bober, Bobowski, Bobriński, Bobrowicz, Bobryński, Bogatko, Bogusław, Bokowski, Bońkowski, Borkowicz, Borowski, Borzesławski, Borzysławski, Botowd, Botowicz, Botowt, Bóbr, Brajczewski, Brajszewski, Branicki, Brański, Braun, Broniec, Broniecki, Bryliński, Brzezieński, Brzeziński, Brzeźnicki, Brzeżnicki, Bubowski, Burnejko, Burzyński, Butowicz, Butowt, Butowtowicz, Buttowd, Buttowt, Bykowski, Ceder, Cedro, Cedrowicz, Cedrowski, Chamiec, Chamski, Charzewski, Chicki, Chłądowski, Chłędowski, Chomski, Chotowski, Chrapkowicz, Chroniowski, Chronowski, Chycki, Chyćko, Ciepielewski, Ciepielowski, Cikowski, Cygański, Cykowski, Czader, Czajański, Czajęcki, Czaykowski, Czepielewski, Czepielowski, Czepilewski, Czykowski, Dembicki, Dębicki, Dobek, Doberski, Dobkiewicz, Dobko, Domaracki, Domaradzki, Dowiat, Dowiatt, Dziwisz, Gąbski, Gedajmin, Gesztowt, Getka, Getkin, Getko, Gębski, Gędka, Giedczycki, Giedczyński, Giedecki, Giedmin, Giedrzycki, Giedymin, Giedziński, Gienk, Gienko, Gierntowt, Giesztowt, Gładysz, Gładyszewski, Głuchowski, Gołąbek, Gosicki, Goszycki, Grefkowicz, Gregorowicz, Grodzicki, Gross, Gruźdź, Gryczka, Gryffin, Gryfin, Grynkiewicz, Grzywaldzki, Grzywladski, Gubin, Gulbinowicz, Gumieniecki, Gunther, Gustkowski, Gwoździowski, Haczewski, Hausman, Hausmann, Hnatkowski, Hromyk, Hromyka, Hronowski, Hroznowski, Hrydzicz, Ilsinger, Iżyron, Jaksiński, Jakszewicz, Janik, Jarken, Jarmołowicz, Jaworski, Jawoysz, Jawszyc, Jaxa, Jencewicz, Jeńcewicz, Jezierski, Jowszyc, Kański, Karpowicz, Kasztanecki, Kawecki, Kawęcki, Kawiecki, Kąsieński, Keller, Kępski, Kęsowski, Khański, Kicki, Kiertut, Kijanowski, Kijański, Kijeński, Kilski, Kleszczewski, Kleszczyński, Klewszczyński, Klimontowicz, Kober, Kobr, Kobro, Kocmyrzewski, Kołaczkowski, Kołucki, Kołudzki, Komarnicki, Komornicki, Komorowski, Konarski, Korabka, Kosmynowski, Kosmyszewski, Kossowicz, Kośficz, Kośmierzowski, Kośminowski, Kotkowski, Kowalewski, Kowarski, Krobanowski, Kromołowski, Krukowski, Kruszewski, Kruszowski, Kryczewski, Krynicki, Krzeczewicz, Krzeczowicz, Krzeszowicki, Krzeszowski, Krzyszewski, Kuniecki, Kurkowski, Kwiatkiewicz, Kwiatkowicz, Kwiatkowski, Kwieciński, Lang, Laskowski, Latosiński, Latoszyński, Laudyn, Lawczynowski, Lechowicz, Leńkowski, Leśniewski, Leśniowolski, Leśniowski, Leśnowolski, Lewczenko, Ligęza, Lipowski, Lobowski, Lubczewski, Luboński, Lutecki, Luzeński, Łabanowski-Dowiat, Ładoszyński, Łatoszyński, Łobowski, Łobzowski, Łotwiszyński, Łowczewski, Łowczowski, Łowczycki, Łowczynowski, Łupiński, Macewicz, Makowski, Makulski, Makułowicz, Maleszewski, Maleszowski, Maliszenko, Maliszewski, Maliszowski, Małachowski, Maniukowski, Marcinkowski, Masło, Mąkolski, Micewicz, Micherowski, Michora, Michorowski, Michowski, Mielecki, Mielęcki, Mielędzki, Mikołajewski, Mikołajowski, Mikoszek, Mikoszko, Milecki, Milęcki, Minowski, Mirzewski, Mirzowski, Molenda, Molendziński, Mykoszek, Myrzowski, Myszka, Nakwaski, Nasiechowski, Nasięchowski, Nast, Nasto, Neczwojewicz, Neczwojowicz, Neledyński, Nieklewicz, Niklewicz, Nosiłowski, Noskowski, Nowoszewicz, Odorski, Okołowski, Osowiecki, Ossowiecki, Ossowski, Ostrowski, Otffinowski, Otfinowski, Otwinowski, Pacierkowski, Paluchowski, Panterewicz, Panterowicz, Papieski, Papiewski, Papiński, Papuski, Parys, Pełka, Pietraszko, Piskorzewski, Pobiedziński, Podegrodzki, Podgrodzki, Podogrodzki, Poleski, Polucki, Połucki, Potucki, Poznański, Prochański, Procheński, Pruchański, Prucheński, Pruczeński, Przerembski, Przerębski, Raczkiewicz, Raczkowicz, Radliński, Rakowski, Rankowicz, Ronikier, Ronow, Rosiejowski, Rosławiec, Rosłowicz, Rosłowiec, Rotarius, Rotariusz, Rotarski, Rozen, Rożen, Rożenkowski, Rożeński, Rożno, Rożnowski, Różycki-Chamski, Rudlicki, Ruszczycki, Ruszkowski, Sczepanowski, Selimowicz, Sierachowski, Sierakowski, Sirakowski, Skarbek, Skrzyszewski, Skrzyszowski, Sławoszewski, Słocki, Sokołowski, Solecki, Soroko, Stanisławski, Stojowski, Stroniowski, Strzeszkowski, Studzieński, Studziński, Sulisław, Sułocki, Swoszowski, Syrochowski, Szczepanowski, Szczodry, Szczukocki, Szczukowski, Szczynecki, Szlydyen, Szołdrski, Szołomski, Sztukowski, Szulc, Światopełk, Światopełkowicz, Światopołk, Świrgoń, Świeboda, Święszek, Taonowicz, Tągoborski, Tęgoborski, Toporowski, Treska, Tresko, Treszka, Trojacki, Trojecki, Trzeciak, Trzeciecki, Trzeciewski, Tuchaczewski, Turski, Ujejski, Ulkowski, Warchałowski, Wdowiszewski, Weszmunt, Weszmuntowicz, Wierzbicki, Wierzbięta, Wiktorowski, Wilkowski, Winiarski, Wiszek, Wiszko, Wiśniewski, Wiśniowski, Wodnicki, Wolski, Wosztort, Wosztowt, Wyszek, Wyszko, Zadrożny, Zagórski, Zajezierski, Zakomorny, Zakrzewski, Zakrzowski, Zamiechowski, Zamierowski, Zanietowski, Zaporowski, Zaporski, Zebrzydowski, Zgłobicki, Ziema-Grodzicki, Ziemia, Zienko, Zimnowodzki, Znamierowski, Znamirowski, Zołotar, Żakowski, Żaporski, Żarliński, Żeromski, Żeromski-Jaxa, Żeroński, Żukowski, Żyzmiński. Tadeusz Gajl, Herbarz Polski |

### Pozostałe nazwiska
Herbem Gryf pieczętowała się również zgermanizowana gałąź rodziny Małachowskich – Malachowski und Griffa.

## Odmiany
| Odmiany herbu Gryf | Odmiany arystokratyczne herbu Gryf |  |

## Galeria

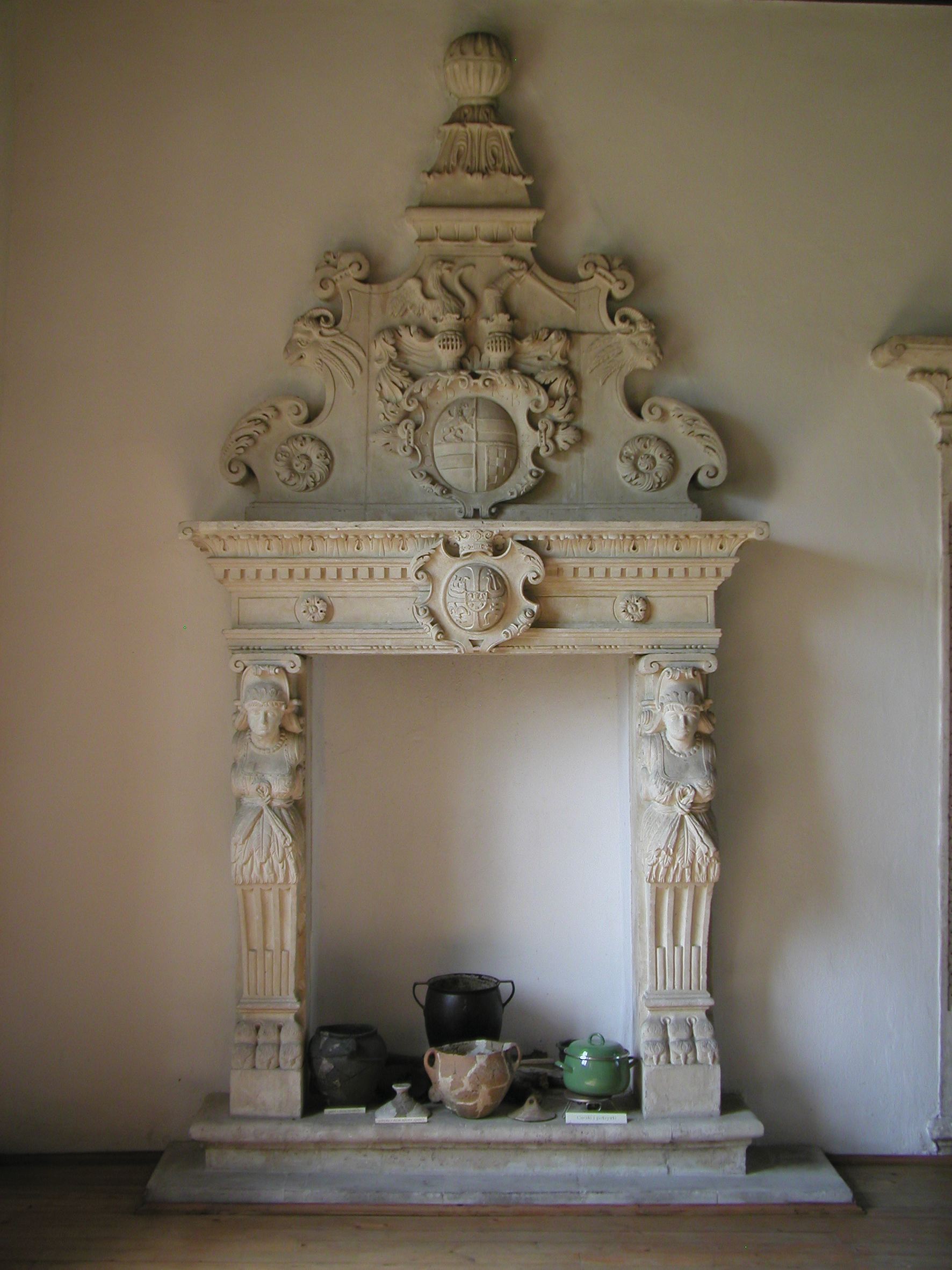
Kominek z odmianą herbu Gryf, należącą do rodziny Branickich
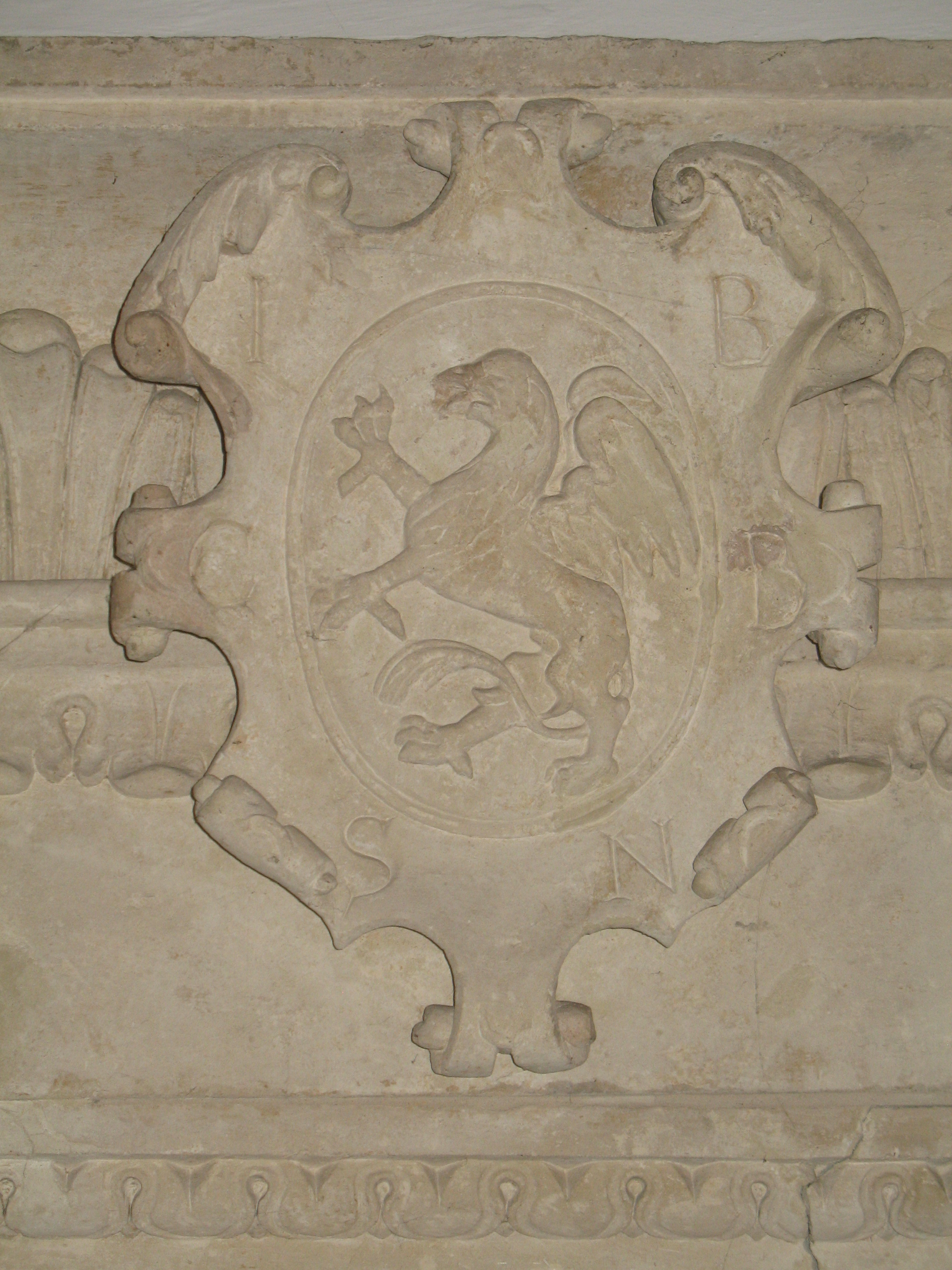
Gryf nad portalem w Branicach, należący do Jana Branickiego
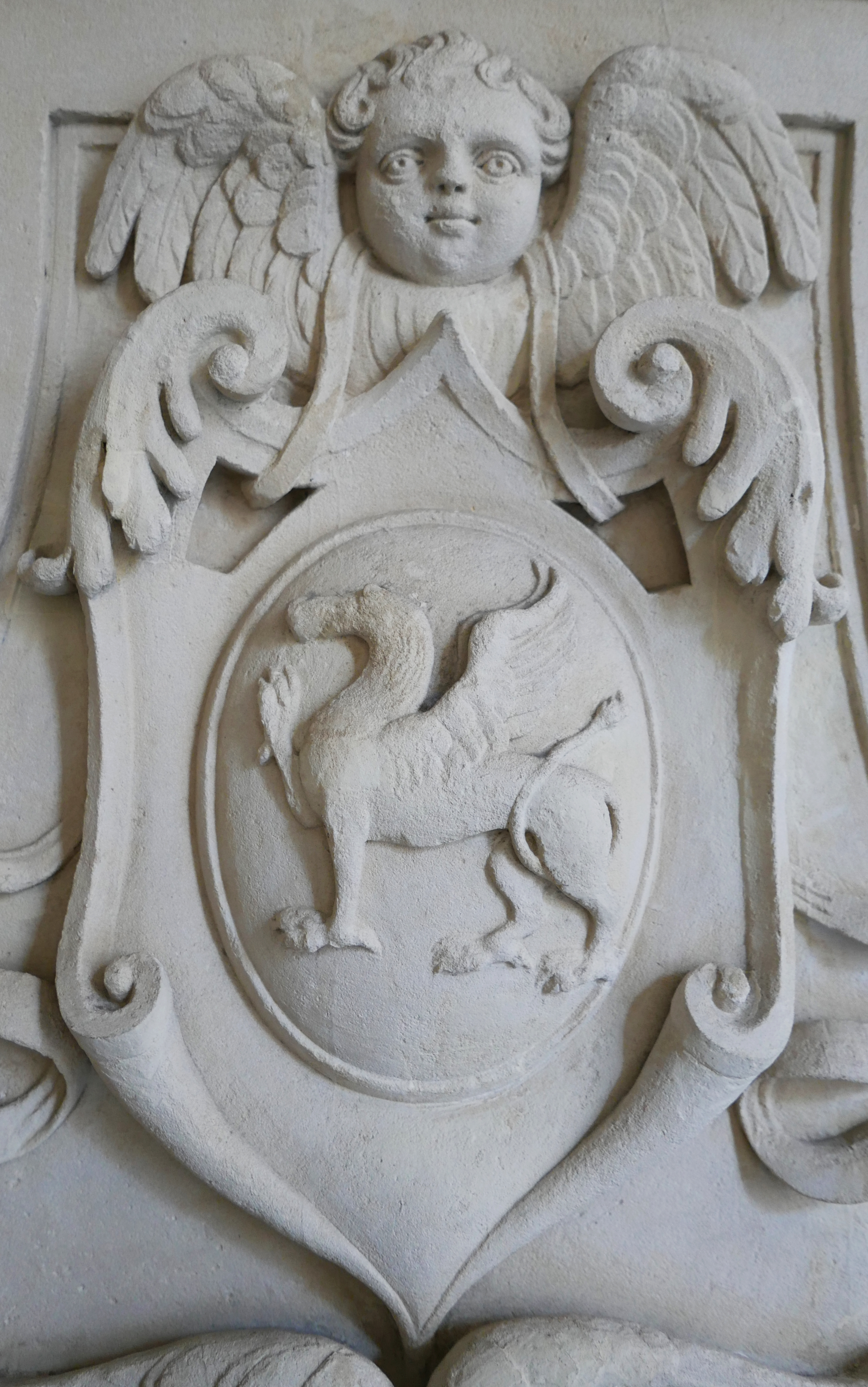
Gryf na nagrobku przy Klasztorze Dominkanów w Krakowie
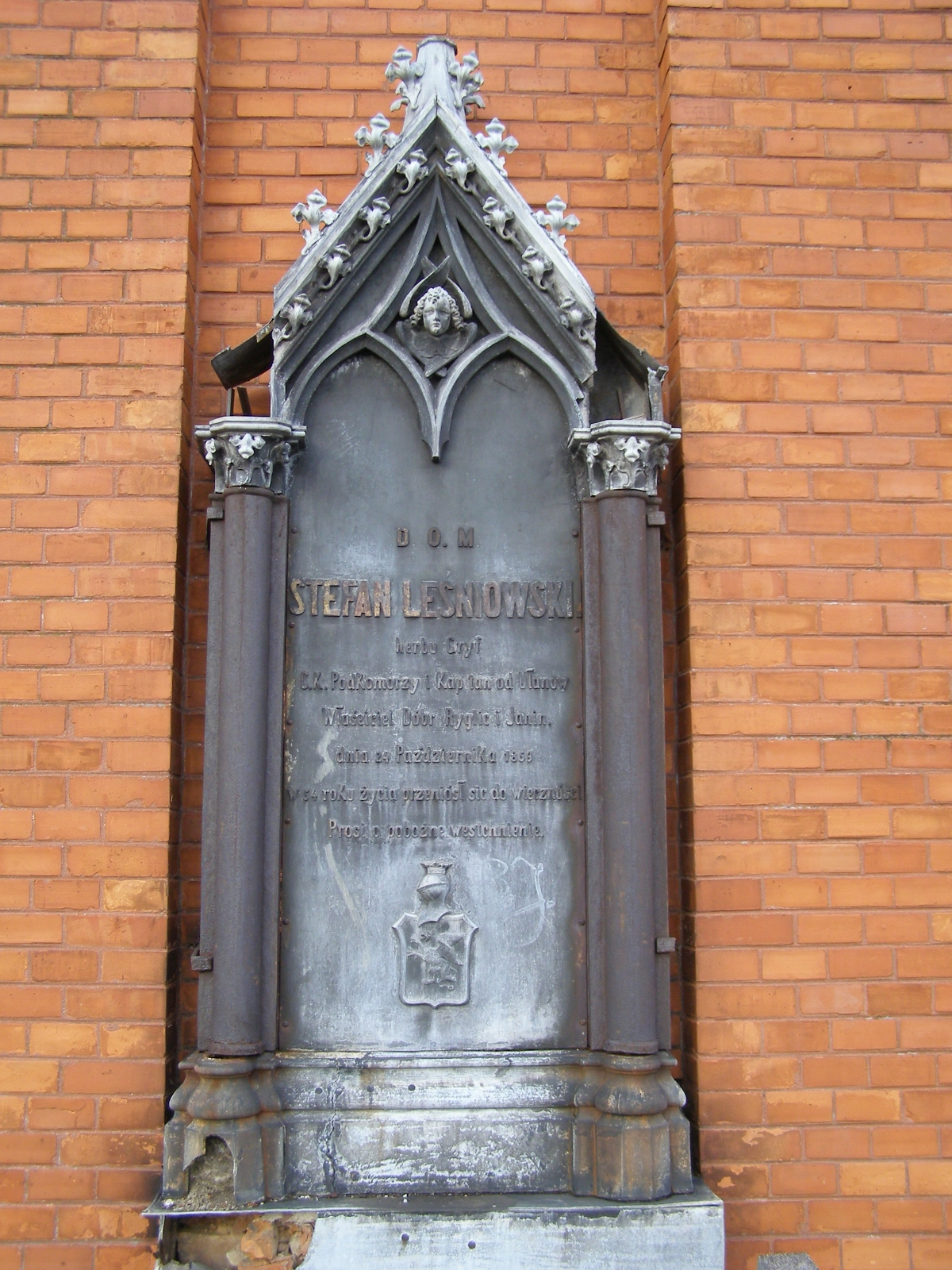
Herb Gryf na tablicy upamiętniającej Stefana Lesniowskiego
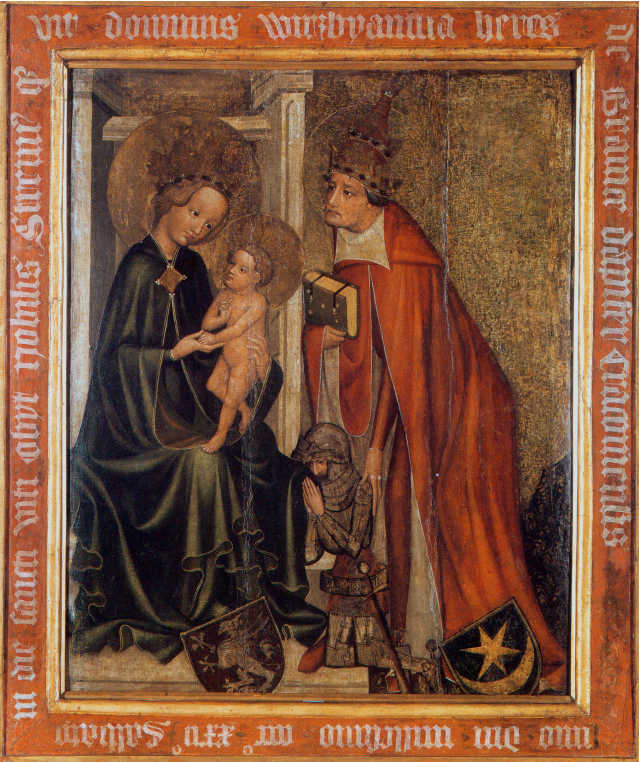
Epitafium Wierzbięty z Branic, autor nieznany (ok. 1425). Na dole herb Gryf i Leliwa

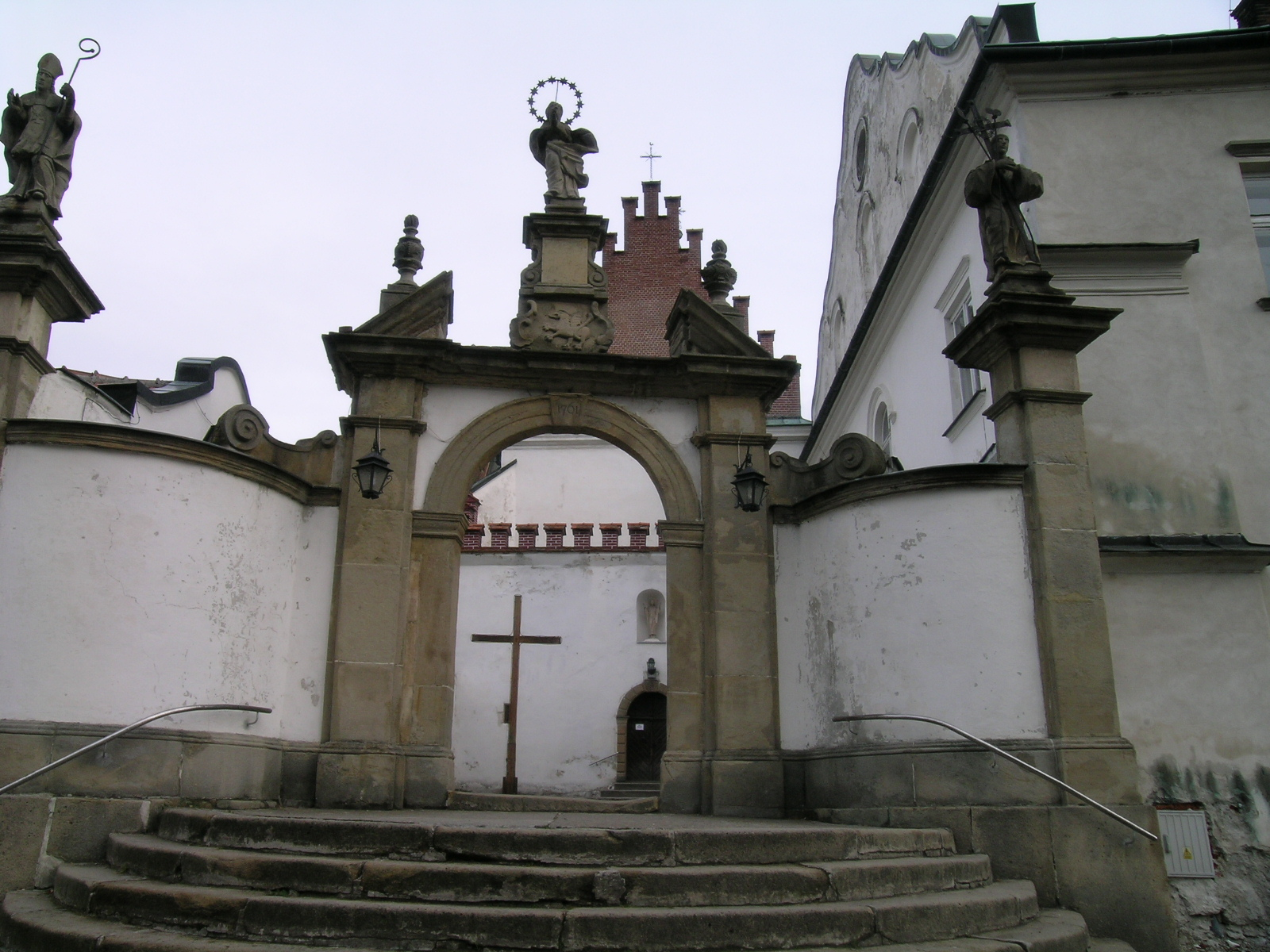
Wejście Opactwa Cystersów w Szczyrzycu, nad nim herb Gryf
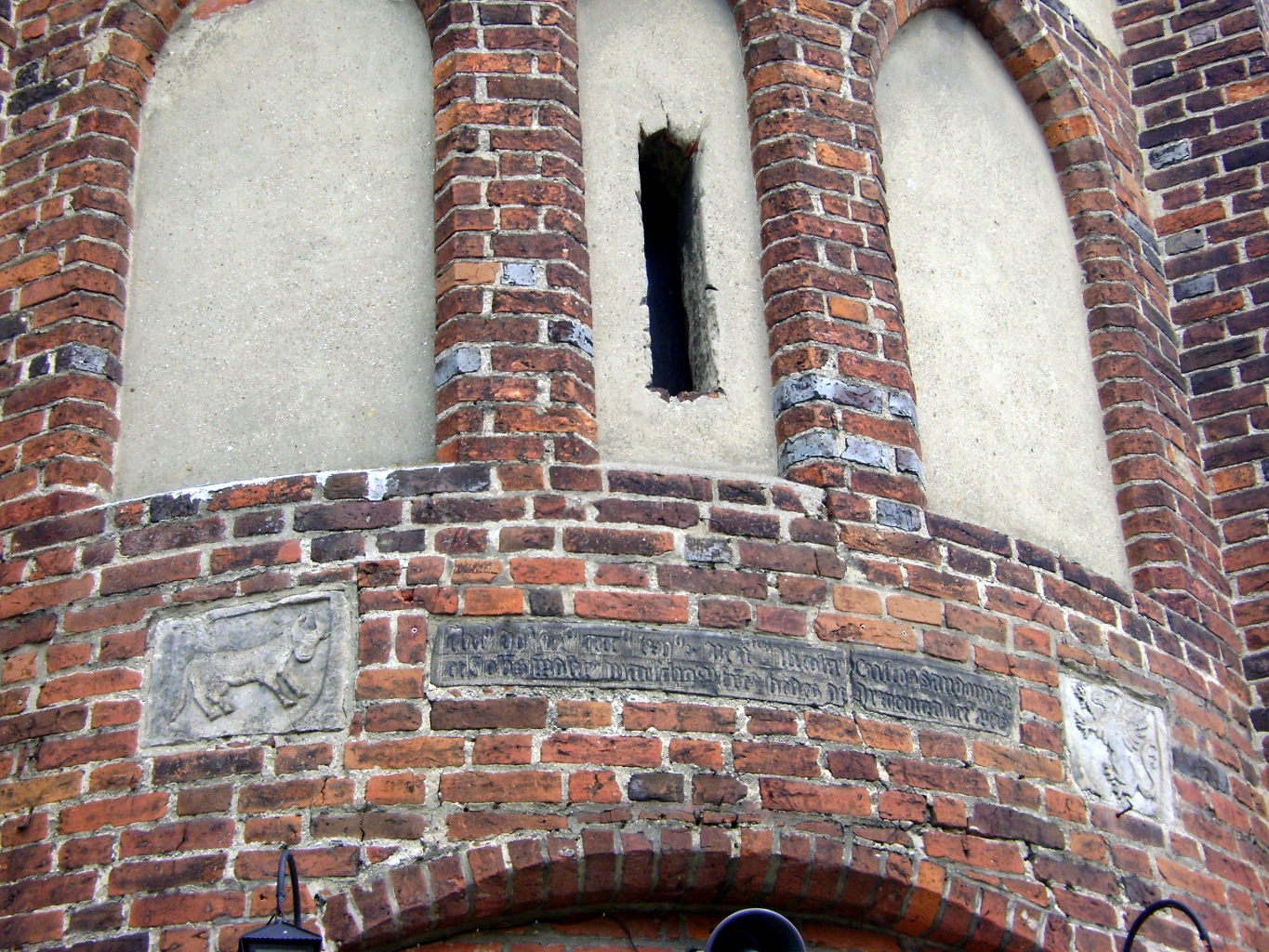
Herb Ciołek i Gryf nad wejściem do Kościoła w Drzewicy